# Cymatomerella excisa
Cymatomerella excisa är en insektsart som först beskrevs av Kevan, D.K.M. 1954.  Cymatomerella excisa ingår i släktet Cymatomerella och familjen vårtbitare. Inga underarter finns listade i Catalogue of Life.